# Радичевић (Бечеј)
Радичевић, раније Чикерија (мађ. Csikériapuszta), је насељено место у Србији, у општини Бечеј, у Јужнобачком округу. Према попису из 2022. било је 856 становника.

## Географија
Радичевић се налази на отприлике пола пута између Србобрана и Бечеја, са леве стране.

## Демографија
У насељу Радичевић живи 1029 пунолетних становника, а просечна старост становништва износи 37,4 година (36,0 код мушкараца и 38,8 код жена). У насељу има 462 домаћинства, а просечан број чланова по домаћинству је 2,88.
Ово насеље је углавном насељено Србима (према попису из 2002. године), а у последња три пописа, примећен је пораст у броју становника.
|  |

| Демографија | Демографија | Демографија |
| Година      | Становника  | Становника  |
| ----------- | ----------- | ----------- |
| 1948.       | 607         |             |
| 1953.       | 1.060       |             |
| 1961.       | 1.198       |             |
| 1971.       | 1.155       |             |
| 1981.       | 1.117       |             |
| 1991.       | 1.250       | 1.250       |
| 2002.       | 1.332       | 1.368       |
| 2011.       | 1.087       |             |

| Етнички састав према попису из 2002.‍ | Етнички састав према попису из 2002.‍ | Етнички састав према попису из 2002.‍ | Етнички састав према попису из 2002.‍ | Етнички састав према попису из 2002.‍ |
| ------------------------------------ | ------------------------------------ | ------------------------------------ | ------------------------------------ | ------------------------------------ |
|                                      |                                      |                                      |                                      |                                      |
| Срби                                 | Срби                                 |                                      | 1.166                                | 87,53%                               |
| Мађари                               | Мађари                               |                                      | 28                                   | 2,10%                                |
| Хрвати                               | Хрвати                               |                                      | 23                                   | 1,72%                                |
| Југословени                          | Југословени                          |                                      | 23                                   | 1,72%                                |
| Црногорци                            | Црногорци                            |                                      | 14                                   | 1,05%                                |
| Македонци                            | Македонци                            |                                      | 5                                    | 0,37%                                |
| Муслимани                            | Муслимани                            |                                      | 1                                    | 0,07%                                |
| непознато                            | непознато                            |                                      | 72                                   | 5,40%                                |

| Година пописа     | 1948. | 1953. | 1961. | 1971. | 1981. | 1991. | 2002. |
| ----------------- | ----- | ----- | ----- | ----- | ----- | ----- | ----- |
| Број домаћинстава | 133   | 254   | 324   | 305   | 357   | 397   | 462   |

| Број чланова      | 1   | 2   | 3  | 4   | 5  | 6  | 7 | 8 | 9 | 10 и више | Просек |
| ----------------- | --- | --- | -- | --- | -- | -- | - | - | - | --------- | ------ |
| Број домаћинстава | 101 | 115 | 76 | 105 | 44 | 15 | 5 | 1 | 0 | 0         | 2,88   |

| Пол    | Укупно | Неожењен/Неудата | Ожењен/Удата | Удовац/Удовица | Разведен/Разведена | Непознато |
| ------ | ------ | ---------------- | ------------ | -------------- | ------------------ | --------- |
| Мушки  | 555    | 193              | 323          | 23             | 16                 | 0         |
| Женски | 538    | 108              | 321          | 97             | 12                 | 0         |
| УКУПНО | 1.093  | 301              | 644          | 120            | 28                 | 0         |

| Пол    | Укупно                    | Пољопривреда, лов и шумарство | Рибарство                            | Вађење руде и камена | Прерађивачка индустрија       |
| ------ | ------------------------- | ----------------------------- | ------------------------------------ | -------------------- | ----------------------------- |
| Мушки  | 321                       | 133                           | 1                                    | 0                    | 105                           |
| Женски | 191                       | 85                            | 0                                    | 0                    | 37                            |
| УКУПНО | 512                       | 218                           | 1                                    | 0                    | 142                           |
| Пол    | Производња и снабдевање   | Грађевинарство                | Трговина                             | Хотели и ресторани   | Саобраћај, складиштење и везе |
| Мушки  | 0                         | 6                             | 10                                   | 2                    | 26                            |
| Женски | 0                         | 1                             | 19                                   | 3                    | 3                             |
| УКУПНО | 0                         | 7                             | 29                                   | 5                    | 29                            |
| Пол    | Финансијско посредовање   | Некретнине                    | Државна управа и одбрана             | Образовање           | Здравствени и социјални рад   |
| Мушки  | 0                         | 1                             | 15                                   | 5                    | 1                             |
| Женски | 2                         | 4                             | 2                                    | 10                   | 12                            |
| УКУПНО | 2                         | 5                             | 17                                   | 15                   | 13                            |
| Пол    | Остале услужне активности | Приватна домаћинства          | Екстериторијалне организације и тела | Непознато            | Непознато                     |
| Мушки  | 2                         | 0                             | 0                                    | 14                   | 14                            |
| Женски | 5                         | 0                             | 0                                    | 8                    | 8                             |
| УКУПНО | 7                         | 0                             | 0                                    | 22                   | 22                            |